# Timofei Wiktorowitsch Krizki
Timofei Wiktorowitsch Krizki (russisch Тимофей Викторович Крицкий; * 24. Januar 1987 in Tschernenko, Region Krasnojarsk) ist ein ehemaliger russischer Radrennfahrer.

## Karriere
Timofei Krizki gewann 2004 das polnische Juniorenrennen Cup of Grdziadz Town President. Im nächsten Jahr gewann er bei der Junioren-Weltmeisterschaft in Salzburg die Silbermedaille im Straßenrennen hinter seinem Landsmann Iwan Rowny. Außerdem gewann er im selben Jahr den Omloop der Vlaamse Gewesten.
Im Erwachsenenbereich 2007 fuhr Krizki für das russische Continental Team Premier und ab 2008 für das Katyusha Continental Team. In diese Saison belegte er neben den Siegen die zweiten Plätze beim Grand Prix of Moscow, den Russischen Meisterschaften im Zeitfahren und den Europäischen Meisterschaften U23 im Zeitfahren. 2009 wiederholte er seinen zweiten Platz bei den Europäischen Meisterschaften U23 im Zeitfahren und beendete die Tour de Bretagne ebenfalls auf dem zweiten Platz. Bei der Tour de l’Avenir war er nach der 7. Etappe auf dem vorläufigen zweiten Platz in der Gesamtwertung hinter dem späteren Sieger Romain Sicard, allerdings stürzte er auf der 8. Etappe und musste das Rennen mit Verdacht auf Beinbruch verlassen.
2010 wechselte er zum Team Katusha und konnte in diesem Jahr keine nennenswerte Erfolge vorweisen. 2011 belegte er bei der Czech Tour den fünften Gesamtrang und bei der Bulgarien-Rundfahrt den neunten Platz. 2014 wechselte er zum Team RusVelo. Nach der Saison beendete er sein Profikarriere.

## Erfolge
2008
- eine Etappe Les 3 Jours de Vauclause
- Gesamtwertung und eine Etappe Boucle de l’Artois
- Memorial of Oleg Dyachenko
- Mayor Cup
- eine Etappe Tour Alsace
- Gesamtwertung und eine Etappe Grand Prix Tell

2009
- La Côte Picarde
- eine Etappe Tour de Bretagne
- Gesamtwertung und Prolog Five Rings of Moscow
- eine Etappe Mi-Août Bretonne
- eine Etappe Tour de l’Avenir

2011
- zwei Etappen Tour of Bulgaria

2013
- eine Etappe MZF Tour des Fjords

2014
- eine Etappe Grand Prix "Udmurtskaya Pravda"
- eine Etappe Tour of Qinghai Lake
- eine Etappe Vuelta a Costa Rica